# 前进水库 (湖北)
前进水库是中国湖北省襄阳市谷城县境内的一座水库，位于汉江支流黄畈河上，建于1970年。水库正常库容为1302万立方米，集雨面积为48平方千米，海拔为186米。